# Euphaea subnodalis
Euphaea subnodalis är en trollsländeart som först beskrevs av Harry Hyde Laidlaw, Jr. 1915.  Euphaea subnodalis ingår i släktet Euphaea och familjen Euphaeidae. Inga underarter finns listade i Catalogue of Life.